# 2000年俄罗斯总统选举
2000年俄罗斯总统选举于2000年3月26日在俄罗斯举行，投票站开放时间为8时至20时。
选举前，俄罗斯总统鲍里斯·叶利钦于1999年12月31日递交辞呈，由时任总理弗拉基米尔·普京担任代理总统。最终普京以53.4%的得票率成功当选总统，并于2000年5月7日正式就职。

## 关联条目
- 2000年
- 2000年墨西哥大选
- 2000年美国总统选举
- 2000年中华民国总统选举
- 2000年叙利亚总统选举（英语：2000 Syrian presidential election）
- 2000年塞内加尔总统选举（英语：2000 Senegalese presidential election）